# Victor Daimaca
Victor Daimaca (Drobeta-Turnu Severin, 22 agosto 1892 – Bucarest, 20 maggio 1969) è stato un docente romeno.
Fu un astrofilo, di professione professore di matematica. È conosciuto per la scoperta di due comete: la C/1943 R1 Daimaca  e la C/1943 W1 van Gent-Peltier-Daimaca . Scoprì altre cinque comete ma di queste fu solo uno scopritore indipendente.

## Riconoscimenti
- Nel 1944 ha ricevuto la 200° Medaglia Donohoe [3].

- Nel 1945 ha ricevuto la 204° Medaglia Donohoe [4].

- Gli è stata dedicata una strada a Bucarest [5].

- Gli è stato dedicato un Liceo d'informatica a Bucarest [6].